# Pelagem do cão
A pelagem do cão doméstico refere-se aos pelos que cobrem seu corpo. Os cães demonstram uma ampla gama de cores, padrões, texturas e comprimentos de pelagem.
A pelagem de um cachorro é composta de duas camadas: uma camada superior de pelos duros que ajudam a repelir a água e protegem da sujeira, e uma camada inferior de pelos macios, para servir de isolamento.